# Barbara Thaler
Barbara Thaler (ur. 16 lutego 1982) – austriacka polityk, przedsiębiorca i działaczka gospodarcza, posłanka do Parlamentu Europejskiego IX kadencji.

## Życiorys
Ukończyła politologię na Uniwersytecie Leopolda i Franciszka w Innsbrucku oraz informatykę ekonomiczną w Management Center Innsbruck. W 2007 zaczęła prowadzić własną działalność gospodarczą jako właścicielka agencji cyfrowej. W 2015 została wiceprezesem izby gospodarczej Wirtschaftskammer Tirol. W 2018 objęła funkcję wiceprzewodniczącej Austriackiej Partii Ludowej w Tyrolu.
W wyborach w 2019 z listy ÖVP dzięki głosom preferencyjnym uzyskała mandat eurodeputowanej IX kadencji. W 2023 powołana na prezesa tyrolskiej izby handlowej.